# Зонненфельс, Йозеф
Йозеф Зонненфельс (нем. Joseph Freiherr von Sonnenfels; 1732—1817) — австрийский юрист и экономист. Представитель камерализма.

## Биография
Сын главного раввина Бранденбурга.
В 1775, в Цюрихе, появилась его брошюра «Ueber Abschaffung der Tortur», вышедшая затем, в 1782, в Нюрнберге, в исправленном и дополненном виде. Книга произвела сильное впечатление на императрицу Марию-Терезию, и пытка в Австрии была отменена.
Важнейшим трудом Зонненфельса считается его книга: «Grundsätze der Polizei-Handlungs— und Finanzwissenschaft», выдержавшая 8 изданий (первое появилось в Вене, в 1765—1776, а восьмое — там же, в 1819—1822). Книга Зонненфельса до половины 1840-х служила общепринятым руководством для изучения политических наук.
В своих экономических воззрениях Зонненфельс был решительным сторонником школы Кенэ; в этом отношении его труд не внёс ничего принципиально нового в науку.
В области государственного права Зонненфельс был сторонником просвещённого абсолютизма. Идея разделения властей, всё более и более завоёвывавшая себе место в трудах выдающихся французских и английских писателей того времени, осталась для него совершенно непонятной; конституционные теории были ему прямо антипатичны, и он часто пытается восставать против них в своём руководстве.
Немалую заслугу Зонненфельса составляет значительное улучшение языка: изложение его выгодно отличается от учёных трактатов того времени ясностью и сжатостью стиля. Из других сочинений его более известны: «Abhandlung von der Theuerung in den Hauptstädten und den Mitteln derselben abzuhelfen» (Лпц., 1769); «Ueber Wucher und Wuchergesetze» (B., 1789); «Ueber die Stimmenmehrheit bei Kriminalurtheilen» (1808). Полное собрание его сочинений издано в Вене, в 1783—1787. Зонненфельс принимал весьма деятельное участие в составлении австрийского уголовного уложения 1803.
«Начальные основания полиции или благочиния» (Grundsätze der Polizei-Haudlungs— u. Finanzwissenschaft) была переведена М. Г. Гавриловым в 1787 году.